# 18 червня
18 червня — 169-й день року (170-й у високосні роки) у григоріанському календарі. До кінця року залишається 196 днів.

## Свята і пам'ятні дні

### Міжнародні
- ООН: День стабільної гастрономії (A/RES/71/246, з 2017) — пропагування шанобливого ставлення до навколишнього середовища і місцевих традицій, сталого виробництва продуктів харчування і збереження біорізноманіття.
- День гідності аутистів (Autistic Pride Day) (з 2005)
- День любителів риболовлі.
- Міжнародний день пікніка.

### Національні
- Україна: День дільничного офіцера поліції.
- Азербайджан: День прав людини (з 2007)
- Сейшельські Острови: Національне свято Республіки Сейшельські Острови. Національний День (1993)
- Єгипет: День евакуації. Поєднується зі староєгипетським святом Ніла.
- Філіппіни: День заснування провінції Бенгет. (1900)
- Камбоджа: День народження Королеви-Матері.
- Туркменистан: День працівників органів юстиції.

### Релігійні

#### Християнство
Католицька церква:
- День Святої Єлизавети з Шенау.

 Православна церква:
- Мучеників Леонтія, Іпатія та Феодула.
- Преподобного Леонтія, канонарха Києво-Печерського, в Дальніх печерах.

## Іменини
Православні: Леонтій
Католицькі: Альжбета, Марк.

## Події
- 860 — руський флот князів Аскольда і Діра напав на Константинополь.
- 1583 — перше страхування життя. У Лондоні Річард Мартін застрахував життя Вільяма Гібсона на суму 383 фунти.
- 1637 — запорожці разом із донцями здобули османську фортецю Азов.
- 1651 — під час визвольної війни 1648—1654 р.р. розпочалася битва під Берестечком.
- 1668 — на Сербинському Полі відбулася Рада Війська Запорозького, на якій козацькі полки правителя підмосковської України Івана Брюховецького визнали Петра Дорошенка своїм Гетьманом і разом з усім Військом Запорозьким затвердили його на гетьманстві.
- 1709 — зруйновано Чортомлицьку Січ.
- 1754 — закладено фортецю святої Єлисавети, пізніше — Єлисаветград, Кіровоград, тепер — Кропивницький.
- 1782 — у Швейцарії зафіксований останній відомий випадок страти за чаклунство (страчена Ганна Гельді).
- 1815 — Наполеон програв битву при Ватерлоо.
- 1817 — у Лондоні відкритий міст Ватерлоо.
- 1837 — Іспанська республіка прийняла нову Конституцію.
- 1881 — відновлення «Союзу трьох імператорів». Імператори Німеччини, Австро-Угорщини і Росії підписали таємну угоду, за якою члени союзу зобов'язали не надавати підтримки жодній державі при нападі на одного з членів союзу.
- 1889 — американець Річардсон запатентував дитячий візочок.
- 1917 — попри заборону військового міністра Росії Олександра Керенського, у Києві розпочав роботу 2-й Всеукраїнський Військовий з'їзд, у роботі якого взяло участь близько 2500 делегатів з усіх фронтів, флотів і флотилій, а також запасних частин. З'їзд ухвалив важливі постанови про детальний план українізації війська. Головою Українського Генерального Військового Комітету переобрано Симона Петлюру.
- 1934 — заарештовано Романа Шухевича у зв'язку з вбивством міністра польського уряду Перацького (відплата за так звану пацифікацію).
- 1939 — у Каневі на могилі Тараса Шевченка відкрито йому пам'ятник.
- 1940 — після капітуляції французької армії генерал Шарль де Голль заявив в етері Бі-Бі-Сі, що «програна лише битва, але не війна», і він з частиною армії евакуюється у Велику Британію. Це стало сигналом для початку у Франції Руху Опору.
- 1946 — проголошення Італії республікою.
- 1946 — Міністерство внутрішніх справ СРСР розробило докладний план максимального розгрому оунівського підпілля та його збройних формувань.
- 1976 — проголошено незалежність Сейшельських Островів.
- 1991 — Верховна Рада УРСР видала постанову про святкування Дня незалежності України.
- 1996 — Україну прийняли до складу Конференції з роззброєння.
- 2000 — Львівська міська рада наклала заборону на трансляцію в громадських місцях російськомовних пісень.
- 2009 — запущений Lunar Reconnaissance Orbiter, космічний апарат НАСА з дослідження Місяця.

## Народились
Дивись також Категорія:Народились 18 червня
- 1681 — Теофан Прокопович, (пом. 19.9.1736), український теолог, письменник, поет, ректор Київської академії
- 1799 — Вільям Ласселл, британський астроном
- 1868 — Міклош Горті, контр-адмірал, останній головнокомандувач австро-угорського флоту (1918), правитель Угорського королівства (1920—1945) († 9 лютого 1957)
- 1845 — Шарль Луї Альфонс Лаверан (пом. 1922), французький фізіолог, лауреат Нобелівської премії з фізіології та медицини (1907)
- 1869 — Сергій Кулжинський, український військовий діяч, командир Окремої волинської кінної бригади, командир 4-ї Подільської кінної дивізії, начальник Кінної старшинської школи, інспектор кінноти Армії УНР, Генерального штабу генерал-хорунжий Армії УНР
- 1881 — Олександр Пучківський, український отоларинголог (розстріляний НКВД)
- 1884 — Едуар Даладьє, французький політичний і державний діяч
- 1889 — Сергій Рубінштейн, радянський філософ і психолог (пом. 1960 р.)
- 1902 — Борис Барнет, радянський кінорежисер (пом. 1965 р.)
- 1907 — Варлам Шаламов, російський прозаїк і поет доби сталінізму. Творець одного з викривальних літературних циклів про систему ГУЛАГ.
- 1915 — Леонід Чернов (пом.1990), український живописець, графік (Харківщина)
- 1918 — Франко Модільяні, економіст, лауреат Нобелівської премії.
- 1918 — Василь Забашта, український живописець, народний художник України
- 1919 — Юрі Ярвет, естонський актор («Мертвий сезон», «Король Лір», «Соляріс»)
- 1926 — Елан Сендидж, американський астроном, що першим відкрив квазар (космічний об'єкт із неймовірно потужним випроміненням).
- 1928 — Сергій Плачинда, український письменник
- 1929 — Юрґен Габермас, німецький соціолог
- 1933 — Носсрат Пезешкіан, німецький невролог, психіатр та психотерапевт іранського походження. Засновник позитивної психотерапії
- 1935 — Іван Нечитайло, український прозаїк і поет (с. Огирівка Великобагачанського району на Полтавщині). Член Національної спілки письменників України з 1998 року
- 1936 — Рональд Венетіан, 6-й президент Суринаму
- 1937 — Віталій Жолобов, льотчик-космонавт СРСР, президент Аерокосмічного товариства України
- 1942 — Роджер Еберт, американський кінокритик і сценарист
- 1942 — Пол Маккартні, британський рок-музикант, співак і композитор, один із засновників гурту «The Beatles», керівник групи «Wings» (1971—1981)
- 1942 — Табо Мбекі, президент Південно-Африканської Республіки від 14 червня 1999 року по 20 вересня 2008 року
- 1947 — Бернар Жиродо, французький актор, режисер і письменник
- 1949 — Ярослав Качинський, польський політик, прем'єр-міністр Польщі (2006—2007)
- 1949 — Лех Качинський, польський політик, президент Польщі (2005—2010)
- 1952 — Ізабелла Росселліні, американська фотомодель і актриса («Смерть їй до лиця», «Голубий оксамит»)
- 1955 — Ізабель Аджані, французька актриса театру і кіно, володар двох вищих французьких кінематографічних призів «Сезар»
- 1963 — Даррен «Діззі» Рід (Darren «Dizzy» Reed), клавішник американського рок-гурту «Guns n’ Roses»
- 1964 — Кость Павляк, український бард, поет, письменник
- 1966 — Курт Браунінг, канадський фігурист та хореограф, чотирикратний чемпіон світу і чотирикратний чемпіон Канади.
- 1974 — Вінченцо Монтелла, італійський футболіст, нападник
- 1975 — Жамель Деббуз, французький актор (фільм Амелі)
- 1975 — Марі Жиллен, бельгійська акторка
- 1976 — Алана Де Ла Гарза, американська акторка
- 1977 — Ігор Дашко, офіцер Державної прикордонної служби України, учасник російсько-української війни. Герой України
- 1980 — Девід Ґвінтолі, американський актор
- 1981 — Марко Штреллер, швейцарський футболіст
- 1986 — Андрій Волокитін, тричі чемпіон України з шахів у своїй віковій категорії (1997,1998,2001)
- 2003 — Аліреза Фіруджа, ірано-французький шахіст, гросмейстер (2018).

## Померли
Дивись також Категорія:Померли 18 червня
- 1037 — Авіценна, перський учений (нар. 980 року).
- 1464 — Рогір ван дер Вейден, видатний нідерландський художник.
- 1668 — Гетьман Іван Брюховецький в козацькому таборі біля Опішні.
- 1924 — Едуардо Асевідо Діас (Eduardo Acevedo Díaz) (нар. 1851), уругвайський письменник і журналіст. Заклав підвалини національного уругвайського роману.
- 1928 — Руаль Амундсен (Roald Engebreth Gravning Amundsen) (нар. 1872), норвезький полярний дослідник, мандрівник та першовідкривач, який першим досяг Північного полюсу.
- 1952 — Юхим Боголюбов (нар. 1889), українсько-німецький шахіст.
- 1964 — Джорджо Моранді, італійський живописець і графік.
- 1974 — Ширлі Гріффіт, американський блюзовий музикант.
- 1981 — Віктор Іванов, український кінорежисер, сценарист, письменник.
- 1993 — Іван Гончар, український скульптор, історик, графік, маляр, етнограф.
- 2010 — Жозе Сарамаґо, португальський письменник, нобелівський лауреат 1998 року.
- 2014 — Горас Сільвер, видатний американський джазовий піаніст і композитор.
- 2016 — Микола Андрущенко, старший солдат 74-го окремого розвідувального батальйону Збройних сил України, загинув при обороні України від російського агресора.
- 2016 — Ігор Гребінець, солдат 23-го окремого мотопіхотного батальйону «Хортиця»Збройних сил України, загинув при обороні України від російського агресора.
- 2016 — Сергій Лобов, майор 74-го окремого розвідувального батальйону Збройних сил України, загинув при обороні України від російського агресора.